# レッドムーダン
『レッドムーダン』は、園沙那絵による日本の漫画。『グランドジャンプむちゃ』（集英社）にて、2021年11月号から2022年5月号まで連載。その後『グランドジャンプ』（同）に移籍し、2022年16号から連載されている。中国の女帝である武則天を題材としており、彼女の生涯を描いた作品。
単行本第1巻が発売された際には、原泰久が推薦のコメントを寄せている。

## 主な登場人物
武照（ぶしょう）
本作の主人公。後の武則天。初登場時13歳。明るく素直、聡明で本来は書物を読み学ぶことを好む。汚い身なりでも目を引く美貌の持ち主で、髪は黒く豊かな剛毛。幼少時は裕福に暮らしていたが、父亡き後は家を継いだ異母兄・武元爽から祖母・母・妹と共に冷遇され、召使同然にこき使われながら貧困生活を強いられる。
町で都から来ていた宦官の一人に目をかけられて後宮入りを薦められ、母の病死を機に今の生活から這い上がるべく後宮に入る。特技は水汲み。

## 書誌情報
- 園沙那絵『レッドムーダン』集英社〈ヤングジャンプコミックス〉、既刊9巻（2025年5月19日現在）
  1. 2022年7月19日発売[3][4]、ISBN 978-4-08-892383-3
  2. 2022年12月19日発売[5]、ISBN 978-4-08-892554-7
  3. 2023年5月19日発売[6]、ISBN 978-4-08-892697-1
  4. 2023年9月19日発売[7]、ISBN 978-4-08-892839-5
  5. 2024年1月18日発売[8]、ISBN 978-4-08-893080-0
  6. 2024年5月17日発売[9]、ISBN 978-4-08-893245-3
  7. 2024年9月19日発売[10]、ISBN 978-4-08-893390-0
  8. 2025年1月17日発売[11]、ISBN 978-4-08-893542-3
  9. 2025年5月19日発売[12]、ISBN 978-4-08-893682-6